# Zračna luka N'Djamena
Zračna luka N'Djamena (IATA: NDJ – ICAO: FTTJ) je međunarodna i glavna zračna luka koja se nalazi u glavnom gradu Čada, N'Djameni. Zračna luka ima dvojnu namjenu, odnosno služi civilnom transportu te kao vojna zračna baza.
N'Djamena je vojna zračna baza koju dijele malo čadsko ratno zrakoplovstvo te francuske zračne snage koje ovdje djeluju od 1986. tijekom izvođenja Operacije Epervier. Francuska na području baze raspolaže s 1.000 ljudi te zračnom flotom koja se sastoji od Mirage F1 lovaca, Aérospatiale Puma helikoptera te transportnih i izviđačkih letjelica.

## Avio kompanije i destinacije
Zračnu luku N'Djamena koriste sljedeće avio kompanije za civilni i teretni transport:
| Čad Transport putnika | Čad Transport putnika                                          |
| Avio kompanija        | Destinacija                                                    |
| --------------------- | -------------------------------------------------------------- |
| Air France            | Pariz                                                          |
| ASKY Airlines         | Lomé, Lagos, Douala                                            |
| Camair-Co             | Douala                                                         |
| Ethiopian Airlines    | Addis Abeba                                                    |
| Kenya Airways         | Nairobi                                                        |
| Toumaï Air Tchad      | Abéché, Bangui, Brazzaville, Cotonou, Douala, Libreville, Lomé |

| Čad Transport tereta         | Čad Transport tereta |
| Avio kompanija               | Destinacija          |
| ---------------------------- | -------------------- |
| Cargolux                     | Luxembourg City      |
| Etihad Crystal Cargo         | Abu Dhabi            |
| Saudi Arabian Airlines Cargo | Jedda                |
| Mid Express Tchad            |                      |

## Zračne nesreće i incidenti
- 28. siječnja 1978.[1] - pobunjenici su pokraj Tibestija[1] pogodili Douglas C-47 TT-EAB kompanije Air Tchad.[2] Nakon toga je teško oštećeni zrakoplov sletio u zračnu luku N'Djamena.[3]
- 19. rujna 1989. - u McDonnell Douglasu DC-10-30 (registracija: N54629) koji je letio na liniji Brazzaville - N'Djamena - Pariz, je 46 minuta nakon polijetanja iz N'Djamene eksplodirala bomba. Zrakoplov se srušio iznad Nigera prilikom čega je poginulo svih 156 putnika i 14 članova posade.[4][5] Ta nesreća se sljedećih 20 godina smatrala najvećom u povijesti francuskih avio prijevoznika sve do lipnja 2009. kada se Airbus Air Francea srušio u Atlantik tijekom leta iz Rio de Janeira u Pariz.
- 24. srpnja 2001. - Vickers Viscount 3D-OHM kompanije Transtel se oštetio prilikom polijetanja. Prema izvješću osiguravateljske kuće, zrakoplov je popravljen. Popravak je bio gotovo dovršen kada je jedan vojnik slučajno prilikom vađenja streljiva iz pištolja, upucao spremnik goriva.[6]